# Petits Désordres amoureux
Pour plus de détails, voir Fiche technique et Distribution.
Petits Désordres amoureux est un film hispano-helvéto-français réalisé par Olivier Péray, sorti en 1998.

## Synopsis
Paris.  Lionel est un séducteur. Le succès qu’ il rencontre auprès des femmes suscite la jalousie de ses amis. L’ un d’entre eux, Alain, le met au défi de séduire une très jolie femme choisie arbitrairement, d’en tomber amoureux, de passer une nuit avec elle mais ... de ne jamais lui faire l’amour. La proie s’appelle Claire. Mais derrière la jeune fille sage et réservée que choisit Lionel se cache un tempérament fougueux, à la sexualité exigeante et épanouie. La réserve que s’ impose (difficilement) Lionel pour gagner son pari finit par intriguer Claire. Elle décide de passer à l’offensive.

## Fiche technique
- Titre : Petits Désordres amoureux
- Réalisateur : Olivier Péray
- Scénario : Eric Assous et Olivier Péray
- Musique : David François Moreau
- Photographie : Carlo Varini
- Montage : Anna Ruiz
- Pays de production :  France,  Espagne,  Suisse
- Langue originale : français
- Genre : comédie dramatique
- Format : couleurs - 35 mm - 1,85:1 - Dolby SR
- Durée : 97 minutes
- Dates de sortie : 
  - France : 11 mars 1998
  - Turquie : 11 décembre 1998
  - Espagne : 18 juin 1999

## Distribution
- Bruno Putzulu : Lionel
- Vincent Elbaz : Alain
- Smadi Wolfman : Claire
- Sarah Grappin : Sophie
- Béatrice Palme : Sylvia
- Cécile Tanner : Myriam
- Yan Epstein : Gérard Vivier
- Frédéric Quiring : Alvarez
- Robert Bouvier : Lebel
- Marcello Scuderi : Bernardo
- Patrick Depeyrrat : le locataire irascible

## Distinctions
- Berlinale 1998 : Prix Pierrot du meilleur premier film européen pour Olivier Péray
- Festival du film indépendant d'Ourense 1998 : Prix du public pour Olivier Péray
- César 1999 : Meilleur espoir masculin pour Bruno Putzulu
- Festival Love Screens de Vérone 1999 : Prix de la critique pour Olivier Péray